# تسخیر کرمان به دست محمود افغان
یورش محمود افغان به کرمان مجموعه‌ای از تاخت و تازها از جنوب خاوری ایران به مقصد کرمان است که نهایتاً زمینه‌ساز پیش‌روی این جنگ‌جویان به سوی پایتخت شد. در این یورش‌ها ۳ گروه عمدهٔ افغان‌ها، بلوچ‌ها و زرتشتیها زیر رهبری محمود هوتکی به سوی نقاط مرکزی ایران تاختند و نارضایتی‌های عمدتاً مذهبی خود را به این صورت ابراز کردند.

## پیشینه
در سال ۱۱۲۸ ق مرتضی‌قلی‌خان افشار سعدلو که جوانی کم‌تجربه و اهل لهو و لعب بود فرمان‌روای کرمان شد. انتخاب مرتضی‌قلی به این جایگاه برای رویارویی با تحرکات بلوچها، خود نشان‌گر ژرفای بی‌خبری اصفهان از حال و روز کرمان است. پس از ۴ ماه ابراهیم خان قراگوزلو جایگزین مرتضی‌قلی شد. او در ۸ مایلی کرمان از شهداد خان بلوچ شکست خورد و گریخت و ناچار شد با بلوچ‌ها قرار بگذارد که ۱۲۰۰۰ تومان به آنها باج بدهد تا کرمان را ترک کنند. پولی که باید با وضع باج اضافه از مردم بی‌نوای کرمان تأمین می‌شد. در چنین وانفسایی مردم با رهبری حاجی محمدجعفر کرباس‌فروش بر فرمان‌روای شهر ابراهیم‌خان شوریدند و هم‌چنین نمایندهٔ شهداد خان یعنی پیرمحمدخان را کشتند. ابراهیم خان با اینکه تمایل داشت به پایتخت برگردد، با تعهد به مشورت و همکاری با بزرگان شهر هم‌چنان در جایگاه خود ماند ولی با انتشار خبر تحرکات شهدادخان در بردسیر و سیرجان ابراهیم‌خان استعفا داد و شبانه به اصفهان رفت.
بدین ترتیب شاه صفوی رستم میرزا قوللر آقاسی را به حکومت کرمان گماشت اما او در دربار ماند و برادر ۱۴ ساله اش محمدقلی‌خان را بعنوان نایب‌الحکومه به کرمان فرستاد. حاکم جدید برای تنبیه کرمانیان چند تن از بزرگان و متنفذین شهر را به فلک بست تا کشته شدند. شاید از همین روی بود که میرزا مهدی‌خان استرآبادی صحبت از دعوت خود کرمانیان از محمود افغان برای رویارویی با بلوچها می‌کند. کرمانی‌ها دیگر امیدی به اصفهان نداشتند. و حتی ۵ تن از سران بلوچ را با عزت و احترام به کرمان آوردند و پس از دادن خلعت و خنجر طلایی در کرمان نگه داشتند.
وضعیت اقتصادی و امنیتی نابسامان بود. نان جو کم‌یاب بود. مردم برای گردآوری گیاهان، ریشه‌ها و دانه‌های سبزی به روستاهای پیرامون می‌رفتند و گاه مانند سگ و گربه در گوشه و کنار شهر جان می‌سپردند.

## حملهٔ نخست
نخستین حملهٔ محمود به کرمان که به اقامت ۹ ماههٔ او در این شهر انجامید بیشتر جنبهٔ تاخت و تاز و تاراج داشت.
برادرزادهٔ وزیراعظم «لطف‌علی خان داغستانی» از سوی اصفهان مأمور دفع هوتکیان شد ولی در جنگی که در روستای باغین رخ داد نیروهای لطف‌علی‌خان شکست خوردند. محمود افغان با اینکه بر نیروهای اعزامی از پایتخت پیروز شد بنا به دلایلی از جمله کم بودن نیروهایش و هم‌چنین شورش نایبش (بیجن‌خان لزگی) در قندهار به کمک ملک محمود سیستانی و فارسی‌زبانان قندهار و ناتوانی برادرش حسین از دفع این شورش، ناچار به زادگاهش بازگشت. تنها پس از این بازگشت بود که لطف‌علی خان داغستانی توانست وارد کرمان شود و کاری با کرمانیان کرد که حتی هوتکیان نکرده بودند. او دو تا سه هزار نفر از اهالی را به جرم هم‌کاری با هوتکیان کشت و پس از به بار آوردن خرابی‌های بسیار راهی شیراز شد. لطف‌علی پس از مدتی تلاش برای تجدید سپاه را آغاز کرد ولی به دلیل توطئه‌ای که علیه عمویش وزیراعظم صفوی به انجام رسیده بود، ناکام ماند.

## حملهٔ دوم
هوتکی‌ها که از یورش لطف‌علی خان ترسان بودند همین که خبر سقوط و عزل او را شنیدند در سال ۱۱۳۴ ه‍.ق سوی کرمان به راه افتادند. ده هزار نیروی غلزایی (طایفهٔ محمود) چندهزار نفر هزاره و بلوچ و روی‌هم‌رفته ۱۸٬۰۰۰ نفر به کرمان یورش آوردند. در این هنگام محمود از دیدگاه نیرو تقویت و خیالش از بابت شورش قندهار آسوده شده بود. وقتی محمود به کرمان رسید با یک باروی استوار رویارو شد که از سوی رستم محمدخان سعدلو فرمان‌روای گماشتهٔ شاه ساخته شده‌بود. رستم‌محمدخان در ربیع‌الاول ۱۱۳۴ ق نامه‌ای به محمود نوشت و او را دعوت به آرامش کرد:
اگر شما را مدعی گرفتن ملک است پس اول اصفهان را بگیرید بعد از این ما هم تابع اصفهان هستیم و اگر شما را مدعی تاخت و تاراج ملک است پس تاخت و تاز بسیار کرده‌اید.
گویا در همین روزگار رستم‌محمدخان سعدلو می‌میرد و کرمانی‌ها به محمود افغان پیغام می‌فرستند و به او شمشیر و اسب می‌دهند. محمود هم که در پی ۲ ماه محاصره ۱٬۵۰۰ نفر تلفات داده بود و پشت‌کار در ایستادگی مردم می‌دید حاضر شد ۵٬۰۰۰ تومان بگیرد و محاصرهٔ قلعه را ترک بگوید. محمود بزرگان شهر را اطمینان داد و وارد شهر شد و این بار در به دست آوردن دل مردم کوشید و رعیت نوازی کرد و نیروهای خود را در دژی در جنوب کرمان جایگیر کرد. این مکان بعدها به قلعهٔ محمود آوازه یافت و هنوز هم محله‌ای به نام قلعهٔ محمود معمور است (بازار قلعه محمود، حمام قلعه محمود). در مدت نشیمنِ محمود در کرمان زرتشتی‌ها که یک سوم جمعیت کرمان را تشکیل می‌دادند هم به سپاه او پیوستند و محاصرهٔ اصفهان را آغاز کرد.
محمود اندکی بعد، سوی پایتخت به راه افتاد و در جمادی‌الثانی ۱۱۳۴ از سد نیروهای حکومت در گلون آباد گذشت.